# Усаченко, Виктория Викторовна
Виктория Викторовна Усаченко (род. 14 декабря 1982 года) — российская боксёрша.

## Карьера
Воспитанница пятигорского бокса, до бокса занималась дзюдо. Тренер — В. Арутюнян. Десятикратная чемпионка России (2002—2011).
Серебряный (2004, 2006) и бронзовый (2001, 2005, 2007, 2009) призёр чемпионатов Европы.
Бронзовый призёр чемпионата мира 2005 года в категории до 50 кг.
Работает в полиции.
Также увлекается кикбоксингом. В октябре 2012 года на Кубке мира в Анапе выиграла в категории до 56 кг (фулл-контакт). В ноябре 2012 года завоевала бронзовую медаль чемпионата Европы в Бухаресте в категории до 55 кг (кик-лайт). Бронзовый призёр чемпионата России 2013 года в категории до 60 кг (фулл-контакт).